# 信濃鉄道2形蒸気機関車
信濃鉄道 2形蒸気機関車（しなのてつどう 2がたじょうききかんしゃ）は、かつて信濃鉄道に在籍したタンク式蒸気機関車である。番号は、4, 5であった。

## 概要
1915年（大正4年）に、2両がアメリカのダベンポート・ロコモティブ・ワークス(Davenport Locomotive Works)で製造された、運転整備重量22トン、2気筒単式の飽和式リアタンク機関車である。この機関車の最大の特徴は、0-6-4(C2)という、従輪を二軸ボギー台車とした車軸配置である。この車軸配置は、1866年にマシアス・N・フォーニによって考案されたもので、従台車がボギー式であるため全長の割に急曲線に強く、アメリカでは、軽便鉄道や都市鉄道で愛用された。しかし、二軸が従軸である「フォーニ」タイプは動輪上重量が不足気味で、日本ではほとんど普及せず、採用例も3社にとどまった。鉄道省にも、改造車であるが同じ車軸配置の2700形（2代）があったが、設計思想は大きく異なる。サイドタンクはなく、水槽も炭庫も運転台後部のボギー台車上に設置されている。全軸距は5,385mm（17ft8in）、動輪の固定軸距は1,524mm（5ft）、動輪径は863mm（2ft10in）、ボイラーの使用圧力は11.2kg/cm2である。
信濃鉄道開業初期には主力として使用されたが、後年は新しい機関車が入ると余剰となったようである。1937年（昭和12年）の信濃鉄道国有化時にはすでに在籍しておらず、廃車後の行方も不明である。

## 同形機
本形式の同形機としては、筑前参宮鉄道に1916年（大正5年）に2両、1920年（大正9年）に1両が入り、1 - 3となっている。信濃鉄道のものとは、煙突がストレート形（信濃鉄道のものはダイヤモンド形）である点が異なる程度である。こちらも1942年（昭和17年）の西日本鉄道統合時には、すでに廃車 となっており、その後の行方も知れない。
また、やや小形で動軸二軸の車軸配置0-4-4(B2)タイプが、1921年（大正10年）に富山県営鉄道へ1両(2)入っている。